# 雜色粒鯰
雜色粒鯰，為輻鰭魚綱鯰形目粒鯰科的其中一種，為熱帶淡水魚，分布於亞洲印尼婆羅洲北部及湄公河流域，體長可達4.3公分，棲息在泥底質溪流底層水域，生活習性不明。